# Nervus axillaris
Der Nervus axillaris („Achselnerv“) ist ein Nerv des Plexus brachialis. Er hat beim Menschen seine Wurzeln im Rückenmark zwischen 5. und 7. Halssegment (C5-C6), die über den Fasciculus posterior verlaufen, bei Haustieren zwischen C6 und C8.

## Verlauf
Der Nerv zieht gemeinsam mit der Arteria circumflexa humeri posterior (bei Tieren caudalis statt posterior) zwischen Oberarmknochen und dem Caput longum des Musculus triceps brachii, oberhalb des Musculus teres major auf die Außenseite der Schulter (beim Menschen als „laterale Achsellücke“ bezeichnet, bei Tieren als Spatium axillare proximale).

## Innervationsgebiet
Der Nerv innerviert motorisch einige Schultermuskeln:
- Musculus deltoideus
- Musculus teres minor
- Musculus teres major (beim Menschen eher als Ausnahme, bei Tieren regelmäßig)

Der Endast des Nervus axillaris ist sensibel. Er wird als Nervus cutaneus brachii lateralis superior bezeichnet und innerviert die Haut der seitlichen Schulter.
Bei den Haustieren entspringt dem Endast noch der Nervus cutaneus antebrachii cranialis, der den vorderen Oberarm und den oberen Vorderabschnitt des Unterarms versorgt.

## Klinik
Die laterale Achsellücke grenzt an das Collum chirurgicum des Oberarmknochens. Diese Stelle des Knochens bricht besonders häufig. Deshalb ist der Nervus axillaris bei Oberarmbrüchen gefährdet. Er kann durch Knochenbruchstücke oder bei der Kallusbildung geschädigt werden. Bei Schulterluxationen kann der Nerv überdehnt werden. Weitere Verletzungen können durch Gelenkarthroskopie entstehen.